# Medalla de Sutlej

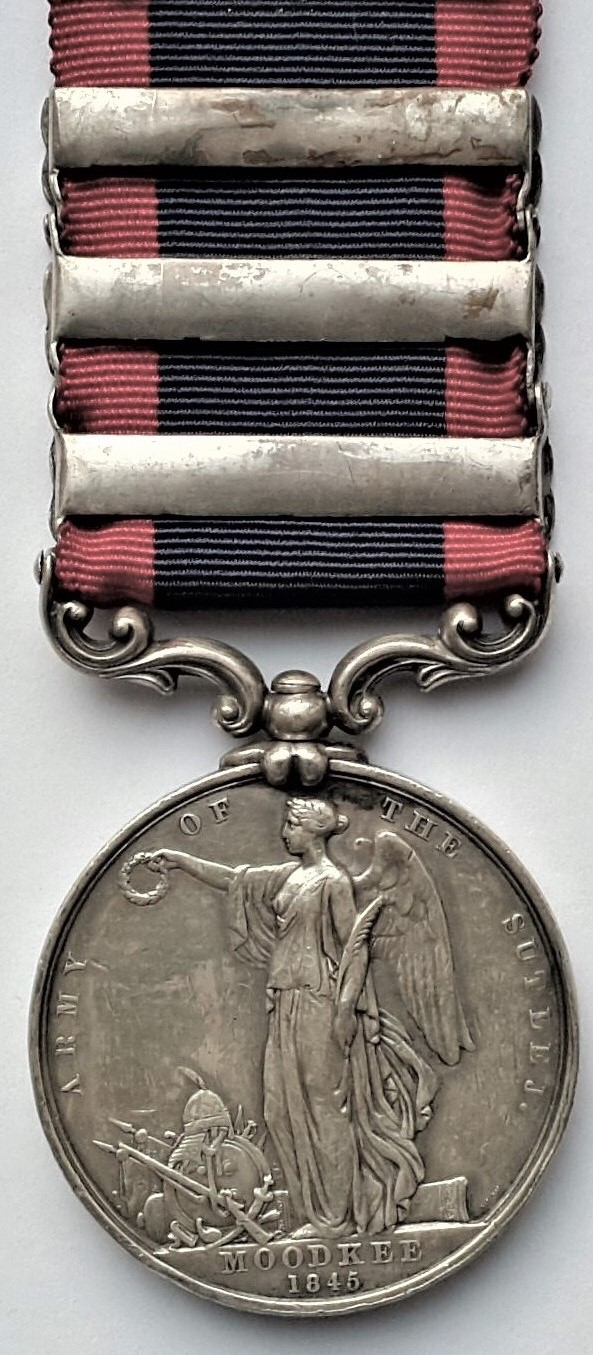
Revers de la medalla

La medalla de Sutlej va ser una medalla de campanya aprovada el 1846, per lliurar-la als oficials i homes de l'exèrcit britànic i de la Companyia Britànica de les Índies Orientals que van servir a la campanya de Sutlej de 1845–46 (també coneguda com la Primera Guerra Sikh). Aquesta medalla va ser la primera a utilitzar fermalls per indicar els soldats que van lluitar en les principals batalles de la campanya.
La medalla va ser aprovada el 17 d'abril de 1846.

## Descripció
Una medalla circular de plata, de 36 mil·límetres (1,4 polzades) de diàmetre, dissenyada per William Wyon.
- Anvers: el cap diademat de la reina Victòria amb la llegenda Victoria Regina.[2]
- Revers: una figura de la victòria dempeus, mirant a l'esquerra i amb una corona de flors a la mà estesa, amb una col·lecció de trofeus als seus peus. Al voltant de la circumferència hi ha la llegenda Army Of The Sutlej, amb el nom i l'any de la primera batalla en què el destinatari va servir a continuació.[2] El nom i la unitat del destinatari estan impresos a la vora de la medalla en majúscules o lletres romanes d'esquelet.[1]
- Cinta: la cinta de 31,7 mil·límetres (1,25 polzades) d'ample és de color blau fosc amb vores carmesí.

## Fermalls
La medalla de Sutlej commemora quatre batalles. El primer en què va participar el destinatari es mostra al revers de la medalla, amb qualsevol altra batalla indicada amb un fermall. Com que no hi va haver cap batalla abans de la batalla de Moodkee, no es va produir cap fermall per a aquesta acció.

Els tres fermalls atorgats van ser per a les batalles de
- Ferozeshuhur
- Aliwal
- Sobraon